# Марті Фельдман
Мартін Алан Фельдман (англ. Martin Alan Feldman; 8 липня 1934 — 2 грудня 1982) — британський актор, комік, сценарист, кінорежисер та поет українсько-єврейського походження. Відомий за ролями в кінокомедіях Мела Брукса «Молодий Франкенштейн» (1974) та «Німе кіно» (1977).

## Біографія
Народився у Лондоні в родині бідних євреїв-імігрантів з Києва. У віці 15 років кинув школу, намагався стати джазовим музикантом, проте успіху не досяг. Працював помічником на кухні та в рекламному агентстві, був учнем індійського факіра. Був у Парижі, звідки його було вигнано за жебрацтво.
Наприкінці 1950-х років став сценаристом до радіоскетчей та комедійних постановок на BBC.
Фельдман мав досить неординарну зовнішність через проблеми з щитоподібною залозою (великі випуклі очі), великий розбитий ніс через заняття боксом у підлітковому віці та невдалої операції на обличчі після аварії.
Став відомим після головної ролі в телесеріалі «Марті» (1968—1969). Зіграв у пародійних фільмах Мела Брукса «Молодий Франкінштейн» та «Німе кіно». Написав сценарії до 25 фільмів та серіалів.
Дебютував як режисер у 1977 році.
Помер 2 грудня 1982 року у Мехіко у своєму номері в готелі під час зйомок фільму «Жовта борода». Причина смерті не розголошувалась, проте режисер Мел Брукс стверджував що Фельдман іноді викурював по шість пачок сигарет на день та зловживав чорною кавою, тому у актора ймовірно не витримало серце. Похований на цвинтарі «Форест-Лон» у Голлівуд-Гіллз поруч із могилою коміка Бастера Кітона, яким Фельдман дуже захоплювався.

## Обрана фільмографія
- 1969 — Житлова кімната — Артур
- 1969 — Пьеси по середам — Білл
- 1970 — Він має бути в кожній кімнаті — Тедді
- 1970 — Пьеса дня — Білл
- 1972 — Шоу Сенді Данкан — грабіжник
- 1972 — Людина яка зайшла на обід — Банджо
- 1974 — Молодий Франкенштейн — Ігор
- 1975 — Карен — Містер Ікс
- 1975 — Пригоди хитромудрого брата Шерлока Голмса — Орвілл Сакер
- 1976 — Німе кіно — Марті Еггс
- 1980 — На Бога ми сподіваємось — брат Амброуз
- 1982 — Фарс — Сільвестр
- 1982 — Жовта борода — Гілберт